# Delias frater
Delias frater é uma borboleta da família Pieridae. Foi descrita por Karl Jordan em 1911 e pode ser encontrada na Nova Guiné.
A envergadura é de cerca de 56 milímetros. Os adultos são semelhantes a Delias eichhorni, mas a área branca na face superior das asas anteriores é menor e mais difusa nas bordas e, às vezes, é muito difundida com o preto, quase totalmente suprimida.

## Subespécies
- D. f. frater (Monte Goliath, Langda, Irian Jaya; Província Ocidental, Papua Nova Guiné)
- D. f. soror Toxopeus, 1944 (Korupun, Irian Jaya)
- D. f. agora Schroder & Treadaway, 1982 (Paniaia, Irian Jaya)